# 베라강

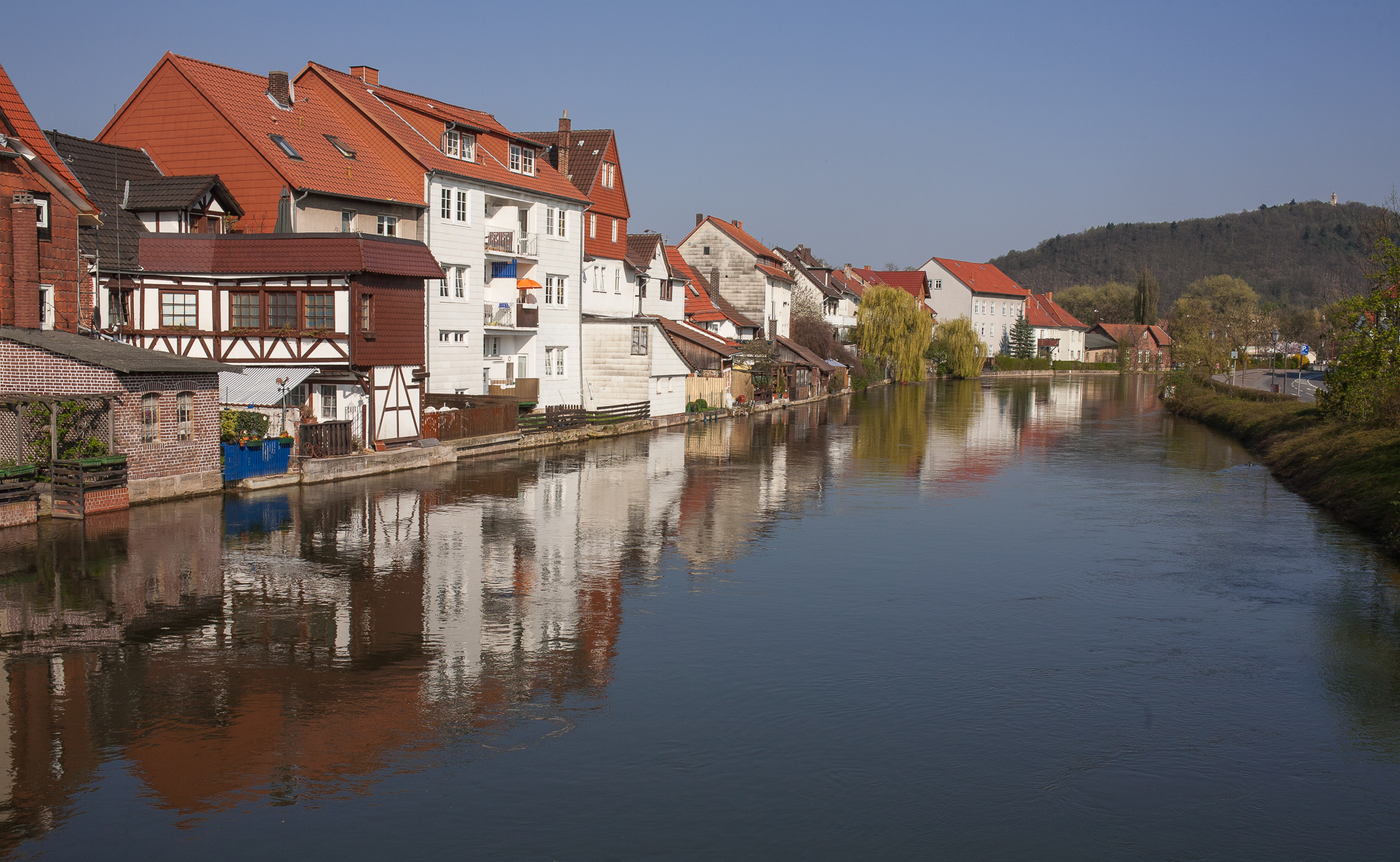
베라강

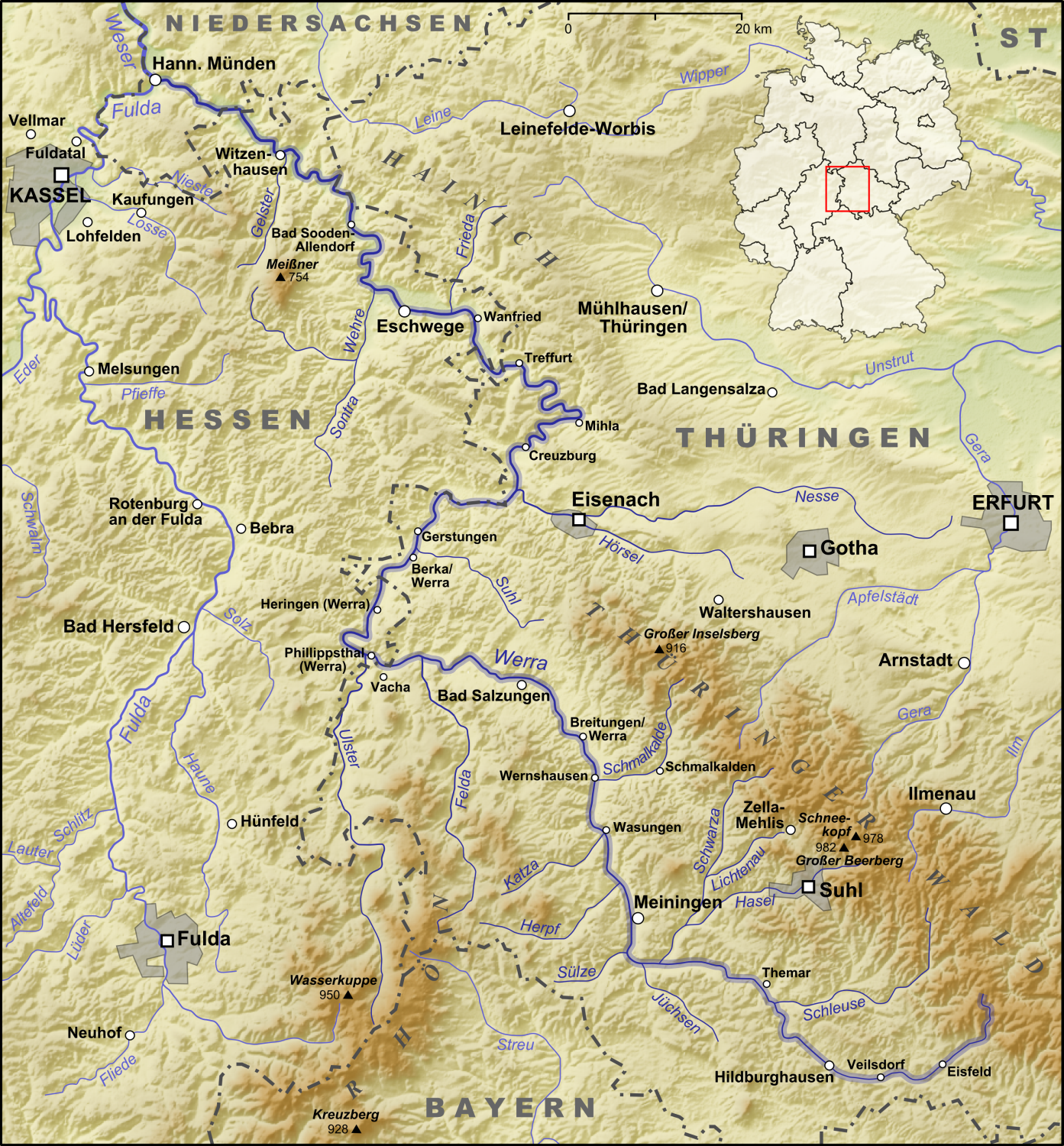
베라강 지도

베라강(독일어: Werra)은 독일 중부에 위치한 강으로 길이는 299.6 km, 수원지의 높이는 797 m, 유역 면적은 5,496 km2이다. 풀다강과 함께 베저강을 이루는 강이다.
헤센주에 위치한 뢴산맥(Rhön)과 튀링겐주에 위치한 튀링거발트(Thüringer Wald) 간의 경계 지점에서 발원하여 헤센주, 튀링겐주, 니더작센주를 흐른다. 니더작센주 한뮌덴(Hann. Münden)에서 풀다강과 함께 베저강으로 합류한다.